# Robert T. Schooley
Robert "Chip" T. Schooley (nacido el 10 de noviembre de 1949) es un médico estadounidense especializado en enfermedades infecciosas, vicepresidente de Asuntos Académicos, Director Principal de Iniciativas Internacionales y Codirector del Centro Innovador para Aplicaciones y Terapéutica de Fagos (IPATH), en la Facultad de Medicina de la Universidad de California en San Diego. Es un experto en la infección y el tratamiento de la infección por VIH y la hepatitis C, y en 2016 fue el primer médico en tratar a un paciente en los Estados Unidos con terapia de bacteriófagos intravenosos para una infección bacteriana sistémica.

## Carrera

### Carrera temprana
Después de graduarse de la Facultad de Medicina de la Universidad Johns Hopkins en 1974, Schooley obtuvo becas en enfermedades infecciosas en el Hospital General de Massachusetts y el Instituto Nacional de Alergias y Enfermedades Infecciosas. Luego centró su investigación en la inmunopatogénesis de las infecciones por herpesvirus en pacientes inmunocomprometidos. En 1981, Schooley se unió a la Escuela de Medicina Harvard como profesor asociado, donde también cambió su enfoque de investigación al VIH/sida. En ese momento, se identificaron los primeros casos de sida en Boston. El grupo de investigación de Schooley en Boston fue uno de los primeros grupos en describir las respuestas inmunitarias humorales y celulares a la infección por VIH y se involucró mucho en el campo de la quimioterapia antirretroviral.

### Experiencia con la terapia de fagos
En 2016, mientras se desempeñaba como Jefe de la División de Enfermedades Infecciosas en la Facultad de Medicina de San Diego, su colega, Steffanie A. Strathdee, se acercó a Schooley para ayudar a salvar la vida de su esposo mediante el uso de bacteriófagos (fagos). El marido de Strathdee, Tom Patterson, padecía una infección por Acinetobacter baumannii resistente a múltiples fármacos que amenazaba su vida, que había adquirido durante unas vacaciones en Egipto. Schooley, actuando como el médico primario de enfermedades infecciosas, junto con Strathdee y un equipo de investigadores y médicos de la Universidad de Texas A&M, Adaptive Phage Therapeutics, la Marina de los EE. UU., la Escuela de Medicina de UC San Diego y Universidad Estatal de San Diego, trabajaron juntos para obtener, purificar y administrar fagos que eran activos contra la cepa de bacterias con la que se infectó Patterson. Schooley fue responsable de navegar con éxito el proceso de investigación de nuevos medicamentos de emergencia de la Administración de Alimentos y Medicamentos, para obtener la aprobación para administrar la terapia experimental. Después de múltiples administraciones de cócteles de fagos, proporcionados por los laboratorios y compañías asociadas, Patterson se curó de su infección y finalmente se recuperó por completo. Desde entonces, Schooley ha publicado un informe de caso sobre su experiencia en el tratamiento de Patterson con terapia de fagos, y también ha habido una gran cobertura mediática de la historia. Desde que trató a Patterson en 2016, Schooley ha estado involucrado en el tratamiento de otros seis pacientes de terapia de fagos en UC San Diego, y también ha brindado consultoría sobre una serie de otros casos de terapia de fagos en los Estados Unidos, Canadá ., Europa e Israel. En junio de 2018, Schooley y Strathdee recibieron $1.2 millones de subvención del canciller de UC San Diego, Pradeep Khosla, para ayudar a lanzar el Centro Innovador para Aplicaciones y Terapéutica de Fagos (IPATH), el primer centro de terapia de fagos en los Estados Unidos. El objetivo de este centro es realizar ensayos clínicos rigurosos de terapia de fagos, que algún día llevarán a la Administración de Alimentos y Medicamentos a hacer que la terapia de fagos esté más disponible.